# ダイワエルシエーロ
ダイワエルシエーロ（欧字名:Daiwa el Cielo、2001年5月11日 - ）は、日本の競走馬、繁殖牝馬。
2004年の優駿牝馬（オークス）（GI）優勝馬である。その他の勝ち鞍に、2004年のクイーンカップ（GIII）、京成杯（GIII）。2005年のマーメイドステークス（GIII）。
馬名の由来は、冠名＋神・至福や空などを意味するスペイン語「El Cielo」。

## 経歴

### 競走馬時代
デビューは2003年12月28日、阪神競馬第5競走の新馬戦（芝1600m）で、1番人気に応えて勝利した。
翌2004年、初戦の紅梅ステークスでは2着に敗れるが、続くクイーンカップで初重賞制覇を飾り、牝馬クラシック戦線に名乗りを上げる。直行で挑んだ桜花賞ではダンスインザムードの7着と敗れる。次走の優駿牝馬（オークス）では母ロンドンブリッジが短距離馬だったこともあって距離不安説がささやかれたが、それを一掃するかのような逃走劇を見せて優勝する。鞍上の福永祐一にとっても優駿牝馬は初制覇であった。
秋シーズンは疲れが取れないために、秋華賞とエリザベス女王杯を回避し、次走として選んだのは牡馬混合の京阪杯であった。8番人気の低評価ながら、ここでも逃げを打って快勝。次走の阪神牝馬ステークスでも1歳上の実績馬・オースミハルカに次ぐ2番人気に支持されたが、ここでは3着に終わった。
2005年は京都金杯から始動するが、9着と大敗。続くダートの川崎記念も6着、そしてダービー卿チャレンジトロフィー、愛知杯はともに16着と成果は上がらなかったが、マーメイドステークスで京阪杯以来約8か月ぶりの勝利を挙げる。その後は下河辺牧場で休養していたが、そのままレースに復帰することなく2006年3月15日引退となった。

### 引退後
引退後は下河辺牧場日高支場にて繁殖牝馬となった。初年度はブライアンズタイムと交配され2007年4月30日に牝馬を出産した。
2022年をもって繁殖牝馬を引退、以降は母・ロンドンブリッジとともに下川茂広牧場にて繋養されている。2023年度より引退名馬繋養展示事業の助成対象馬となった。

## 競走成績
以下の内容は、netkeiba.comの情報に基づく。
| 競走日     | 競馬場 | 競走名       | 格   | 距離（馬場）  | 頭数 | 枠番 | 馬番 | オッズ （人気） | 着順 | タイム （上がり3F） | 着差 | 騎手     | 斤量[kg] | 1着馬（2着馬）         | 馬体重 |
| ---------- | ------ | ------------ | ---- | ------------- | ---- | ---- | ---- | --------------- | ---- | ------------------- | ---- | -------- | -------- | ---------------------- | ------ |
| 2003.12.28 | 阪神   | 2歳新馬      |      | 芝1600m（良） | 14   | 5    | 8    | 001.9（01人）   | 01着 | 01:37.8（35.1）     | -0.2 | 福永祐一 | 54       | （マイネソーサリス）   | 432    |
| 2004.01.18 | 京都   | 紅梅S        | OP   | 芝1400m（良） | 11   | 2    | 2    | 009.1（03人）   | 02着 | 01:22.0（34.7）     | -0.1 | 福永祐一 | 54       | スイープトウショウ     | 430    |
| 0000.02.21 | 東京   | クイーンC    | GIII | 芝1600m（良） | 16   | 5    | 9    | 002.3（01人）   | 01着 | 01:34.3（34.9）     | -0.2 | 福永祐一 | 54       | （クリスタルヴィオレ） | 422    |
| 0000.04.11 | 阪神   | 桜花賞       | GI   | 芝1600m（良） | 18   | 8    | 18   | 009.5（05人）   | 07着 | 01:34.7（35.2）     | -1.1 | 福永祐一 | 55       | ダンスインザムード     | 430    |
| 0000.05.23 | 東京   | 優駿牝馬     | GI   | 芝2400m（稍） | 18   | 7    | 13   | 021.4（06人）   | 01着 | 02:27.2（35.0）     | -0.1 | 福永祐一 | 55       | （スイープトウショウ） | 430    |
| 0000.09.19 | 阪神   | ローズS      | GII  | 芝2000m（良） | 12   | 7    | 10   | 002.5（01人）   | 07着 | 01:59.7（36.6）     | -0.7 | 福永祐一 | 54       | レクレドール           | 442    |
| 0000.11.27 | 京都   | 京阪杯       | GIII | 芝1800m（良） | 17   | 6    | 12   | 016.9（08人）   | 01着 | 01:46.3（34.2）     | -0.2 | 福永祐一 | 53       | （カンパニー）         | 444    |
| 0000.12.19 | 阪神   | 阪神牝馬S    | GII  | 芝1600m（良） | 16   | 8    | 16   | 004.5（02人）   | 03着 | 01:34.2（34.7）     | -0.2 | 福永祐一 | 55       | ヘヴンリーロマンス     | 438    |
| 2005.01.05 | 京都   | 京都金杯     | GIII | 芝1600m（良） | 16   | 4    | 7    | 005.7（02人）   | 09着 | 01:34.6（35.1）     | -0.6 | 福永祐一 | 55.5     | ハットトリック         | 444    |
| 0000.01.26 | 川崎   | 川崎記念     | GI   | ダ2100m（重） | 12   | 7    | 10   | （02人）        | 06着 | 02:15.8（40.7）     | -1.6 | 福永祐一 | 54       | タイムパラドックス     | 435    |
| 0000.04.03 | 中山   | ダービー卿CT | GIII | 芝1600m（良） | 16   | 2    | 3    | 007.1（05人）   | 16着 | 01:34.5（36.5）     | -2.2 | 福永祐一 | 55.5     | ダイワメジャー         | 428    |
| 0000.06.05 | 中京   | 愛知杯       | GIII | 芝2000m（良） | 18   | 7    | 15   | 010.5（05人）   | 16着 | 02:03.1（38.2）     | -1.8 | 武幸四郎 | 56.5     | マイネソーサリス       | 438    |
| 0000.07.10 | 阪神   | マーメイドS  | GIII | 芝2000m（稍） | 9    | 6    | 6    | 004.5（02人）   | 01着 | 02:00.5（36.4）     | -0.3 | 福永祐一 | 56       | （マイネサマンサ）     | 442    |

## 繁殖成績
|       | 生年   | 馬名               | 性 | 毛色   | 父                 | 馬主                                           | 厩舎                                             | 戦績                  |
| ----- | ------ | ------------------ | -- | ------ | ------------------ | ---------------------------------------------- | ------------------------------------------------ | --------------------- |
| 初仔  | 2007年 | ダイワエルモーサ   | 牝 | 鹿毛   | ブライアンズタイム | 大城敬三                                       | 栗東・松田国英 →園田・重畠勝利                   | 6戦0勝（引退）        |
| 2番仔 | 2013年 | シュペール         | 牝 | 鹿毛   | ジャングルポケット |                                                |                                                  | 不出走（繁殖）        |
| 3番仔 | 2015年 | カーサデルシエロ   | 牝 | 黒鹿毛 | ロードカナロア     | 下河辺俊行                                     | 栗東・藤原英昭                                   | 21戦2勝（引退・繁殖） |
| 4番仔 | 2016年 | ハルワタート       | 牝 | 黒鹿毛 | ロードカナロア     | （有）下河辺牧場                               | 美浦・斎藤誠                                     | 18戦2勝（引退・繁殖） |
| 5番仔 | 2017年 | ロンズデールベルト | 牡 | 鹿毛   | ロードカナロア     | （株）山紫水明                                 | 栗東・中内田充正 →園田・玉垣光章 →栗東・坂口智康 | 13戦3勝（引退）       |
| 6番仔 | 2020年 | プレザントロンドン | 牝 | 鹿毛   | ロードカナロア     | （株）スリーエイチレーシング →（有）下河辺牧場 | 美浦・斎藤誠 →水沢・菅原右吉                     | 24戦3勝（引退）       |
| 7番仔 | 2021年 | ホウオウアムルーズ | 牝 | 栗毛   | レイデオロ         | 小笹芳央                                       | 栗東・安田翔伍 →園田・新子雅司                   | 15戦1勝（現役）       |
| 8番仔 | 2022年 | スライビングロード | 牝 | 栗毛   | レイデオロ         | （有）下河辺牧場                               | 栗東・福永祐一                                   | 4戦1勝（現役）        |

- 2025年4月23日現在[7]

## 血統表
| ダイワエルシエーロの血統                          | ダイワエルシエーロの血統                              | ダイワエルシエーロの血統           | （血統表の出典）                   | （血統表の出典） |
| 父系                                              | サンデーサイレンス系（ヘイロー系）                    | サンデーサイレンス系（ヘイロー系） | サンデーサイレンス系（ヘイロー系） | [ § 2 ]          |
| 父 *サンデーサイレンス Sunday Silence 1986 青鹿毛 | 父の父Halo 1969 黒鹿毛                                | Hail to Reason                     | Turn-to                            | Turn-to          |
| 父 *サンデーサイレンス Sunday Silence 1986 青鹿毛 | 父の父Halo 1969 黒鹿毛                                | Hail to Reason                     | Nothirdchance                      |                  |
| 父 *サンデーサイレンス Sunday Silence 1986 青鹿毛 | 父の父Halo 1969 黒鹿毛                                | Cosmah                             | Cosmic Bomb                        | Cosmic Bomb      |
| 父 *サンデーサイレンス Sunday Silence 1986 青鹿毛 | 父の父Halo 1969 黒鹿毛                                | Cosmah                             | Almahmoud                          |                  |
| 父 *サンデーサイレンス Sunday Silence 1986 青鹿毛 | 父の母Wishing Well 1975 鹿毛                          | Understanding                      | Promised Land                      | Promised Land    |
| 父 *サンデーサイレンス Sunday Silence 1986 青鹿毛 | 父の母Wishing Well 1975 鹿毛                          | Understanding                      | Pretty Ways                        |                  |
| 父 *サンデーサイレンス Sunday Silence 1986 青鹿毛 | 父の母Wishing Well 1975 鹿毛                          | Mountain Flower                    | Montparnasse                       | Montparnasse     |
| 父 *サンデーサイレンス Sunday Silence 1986 青鹿毛 | 父の母Wishing Well 1975 鹿毛                          | Mountain Flower                    | Edelweiss                          |                  |
| 母 ロンドンブリッジ 1995 栗毛                     | 母の父* ドクターデヴィアス Dr Devious 1989 栗毛       | Ahonoora                           | Lorenzaccio                        | Lorenzaccio      |
| 母 ロンドンブリッジ 1995 栗毛                     | 母の父* ドクターデヴィアス Dr Devious 1989 栗毛       | Ahonoora                           | Helen Nichols                      |                  |
| 母 ロンドンブリッジ 1995 栗毛                     | 母の父* ドクターデヴィアス Dr Devious 1989 栗毛       | Rose of Jericho                    | Alleged                            | Alleged          |
| 母 ロンドンブリッジ 1995 栗毛                     | 母の父* ドクターデヴィアス Dr Devious 1989 栗毛       | Rose of Jericho                    | Rose Red                           |                  |
| 母 ロンドンブリッジ 1995 栗毛                     | 母の母* オールフォーロンドン All for London 1982 鹿毛 | Danzig                             | Northern Dancer                    | Northern Dancer  |
| 母 ロンドンブリッジ 1995 栗毛                     | 母の母* オールフォーロンドン All for London 1982 鹿毛 | Danzig                             | Pas de Nom                         |                  |
| 母 ロンドンブリッジ 1995 栗毛                     | 母の母* オールフォーロンドン All for London 1982 鹿毛 | Full Card                          | Damascus                           | Damascus         |
| 母 ロンドンブリッジ 1995 栗毛                     | 母の母* オールフォーロンドン All for London 1982 鹿毛 | Full Card                          | Belle of the Ball                  |                  |
| 母系(F-No.)                                       | (FN:22-b)                                             | (FN:22-b)                          | (FN:22-b)                          | [ § 3 ]          |
| 5代内の近親交配                                   | Northern Dancer 5･4（母内）                           | Northern Dancer 5･4（母内）        | Northern Dancer 5･4（母内）        | [ § 4 ]          |
| 出典                                              | 1. 2. 3. 4.                                           | 1. 2. 3. 4.                        | 1. 2. 3. 4.                        | 1. 2. 3. 4.      |

- 母ロンドンブリッジは1997年ファンタジーステークスに勝ち、1998年桜花賞2着。
- 半弟ビッグプラネット（父ブライアンズタイム）は2005年アーリントンカップ・2006年京都金杯勝ち。
- 半弟グレーターロンドン（父ディープインパクト）は2018年中京記念勝ち。
- 甥キセキは2017年菊花賞優勝馬。
- 姪ビッグリボンは2023年マーメイドステークス優勝馬。